# Mukařov (Praha-východ)
Mukařov é uma comuna checa localizada na região da Boêmia Central, distrito de Praha-východ.